# Boubou Cissé
Boubou Cissé (nacido en 1974) es un político maliense, primer ministro de Malí de 2019 hasta su dimisión tras el golpe de Estado de 2020 en agosto de 2020. También fue Ministro de Economía y Finanzas y Ministro de Minas e Industria. 

## Biografía
Boubou Cissé obtuvo una maestría de la Universidad de Auvernia y un doctorado en economía de la Universidad de Aix-Marsella.
Cisse comenzó su carrera como economista para el Banco Mundial en Washington D. C., en 2005. En 2008 fue ascendido a economista principal y director de proyectos de su División de Desarrollo Humano. Más tarde trabajó en Nigeria y Níger como representante residente del Banco Mundial.
Se desempeñó como Ministro de Industria y Minas desde 2013, Ministro de Minas desde abril de 2014 y Ministro de Economía y Finanzas desde 2016.
Cisse fue nombrado primer ministro de Malí en 2019 tras la renuncia de Soumeylou Boubèye Maïga y su gobierno.
El 30 de julio de 2020 el movimiento opositor encabezado por el destacado Imam Mahmoud Dicko ha pedido a Cissé que presente su dimisión para poder avanzar hacia un acuerdo.
En la noche del 18 al 19 de agosto de 2020 después de pasar la jornada retenido por el ejército junto al presidente Keïta, éste anunció en una intervención a través de la televisión nacional su dimisión, la disolución de la Asamblea Nacional y la dimisión del gobierno, triunfando así el golpe de Estado iniciado en la mañana del 18 de agosto.
| Predecesor: Soumeylou Boubèye Maïga | Primer ministro de Malí 2019 - 2020 | Sucesor: Moctar Ouane |